# دييغو غارسيا (مغني)
دييغو غارسيا (بالإسبانية: Diego García)‏ هو مغني أرجنتيني، ولد في 8 فبراير 1983 في بوينس آيرس في الأرجنتين.

## وصلات خارجية
- دييغو غارسيا على موقع IMDb (الإنجليزية)
- دييغو غارسيا على موقع قاعدة بيانات الفيلم (الإنجليزية)